# Iron Mountain
Iron Mountain è una città del Michigan (contea di Dickinson), negli Stati Uniti d'America. Conta circa ottomila abitanti.
Stazione sciistica specializzata nello sci nordico, è attrezzata con il trampolino Pine Mountain.
È gemellato dal 2016 con la cittadina marchigiana di Sassoferrato